# Ducado de Saboia
O Ducado de Saboia (em francês Savoie; em italiano Savoia) foi um antigo Estado cujo território compreendia os atuais territórios franceses de Saboia, Alta Saboia e arredores da cidade de Nice, bem como partes da atual região italiana do Piemonte.
Derivado do precedente Condado de Saboia, como ducado independente e sob controle da Casa de Saboia, durou de 1416 a 1714.
Ao final da Guerra de Sucessão Espanhola com o tratado de Utrecht em 1713, o Duque de Saboia recebeu o título de Rei da Sicília (e se tornaria Rei de Sardenha em 1720 e Rei da Itália em 1861).

## História

Brasão real dos Saboia

Ocupada pela França no reinado de Francisco I da França em 1536, o Ducado de Saboia teve um parlamento baseado em Chambéry. Em 1559, a ocupação cessou e o parlamento foi substituído por um senado. Em 1601, seguindo um conflito de 13 anos com a França, Carlos Emanuel I de Saboia deu os territórios de Bresse, Bugey, Valromey e Gex a Henrique IV da França em troca do marquesato de Saluzzo.
Uma segunda ocupação francesa em 1630 forçou o duque de Saboia a ceder as fortalezas de Pinerolo à França (Tratado de Cherasco em 1631). Recusando uma aliança com a França, o ducado de Saboia foi novamente ocupado de 1690 a 1696 e de 1703 a 1713. 
Ao final da Guerra de Sucessão Espanhola com o Tratado de Utrecht em 1713, o duque de Saboia readquiriu suas possessões originais e recebeu o título de Rei da Sicília. Em 1720, depois da Guerra da Quádrupla Aliança, o duque cedeu a Sicília à Áustria recebendo o Reino da Sardenha em troca. Desde então, ele ficou conhecido como Rei da Sardenha, acumulando o título de Duque de Saboia.

## Lista de duques

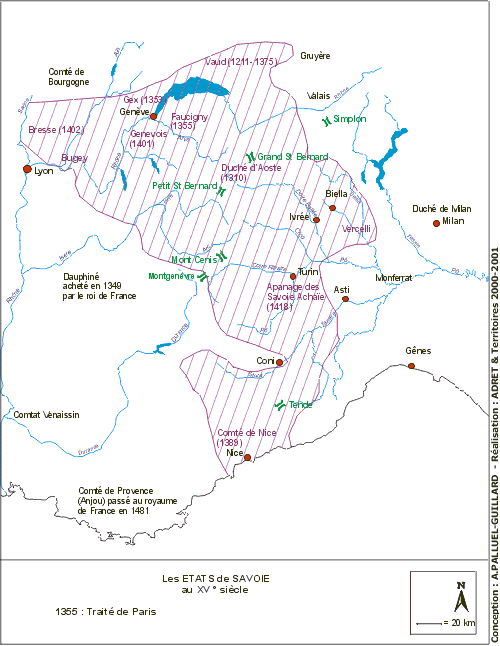
Ducado de Saboia

Estados italianos em 1494

- Amadeu VIII: 1391–1440, duque a partir de 1416
- Luís: 1440–65
- Amadeu IX: 1465–72
- Felisberto I: 1472–82
- Carlos I: 1482–90
- Carlos II: 1490–96
- Filipe II: 1496–97
- Felisberto II: 1497–1504
- Carlos III: 1504–53
- Emanuel Felisberto: 1553–80
- Carlos Emanuel I: 1580–1630
- Vítor Amadeu I: 1630–37
- Francisco Jacinto: 1637–38
- Carlos Emanuel II: 1638–75
- Vítor Amadeu II: 1675–1730, Rei da Sicília 1713-1720, então Rei da Sardenha